# Тростянец (Дубенский район)
Тростянец (укр. Тростянець) — село в Семидубской сельской общине Дубенского района Ровненской области Украины.
Население по переписи 2001 года составляло 333 человека. Почтовый индекс — 35660. Телефонный код — 3656. Код КОАТУУ — 5621687411.

## Расположение села
На севере граничит с селом Иваниничи, на юге — с Залужьем. От районного центра отдалено на 13 км, от областного — на 58 км.

Вблизи села Тростянец находится Святая гора «Испряча» или «Божья гора», которая в прошлые века была известна на Волыни своей чудодейственность. Сейчас там есть церковь, часовня на месте камня с отпечатком стопы Божьей.

## История села
С давних времен на нынешней территории села Тростянец было небольшое поселение. По одной из легенд, здесь жили два брата по кличке Трости. Во время нападения монголо-татар на поселение — братья возглавили защиту села, во время которого один из братьев занинув. В честь него и назвали село Тростянец.

## Образование
В селе Тростянец работает Тростянецкий учебно-воспитательный комплекс «Общеобразовательная школа I—II ступеней дошкольное учебное заведение» Дубенского районного совета Ровенской области
Директор — Павлунь Лариса Олексіївна

## Инфраструктура
На территории села есть:
- несколько магазинов
- дом культуры
- фельдшерско-акушерский пункт

## Религия
На территории села Тростянец работает Николаевская церковь. Она является памятником архитектуры местного значения и построена была ещё в 1913 году.

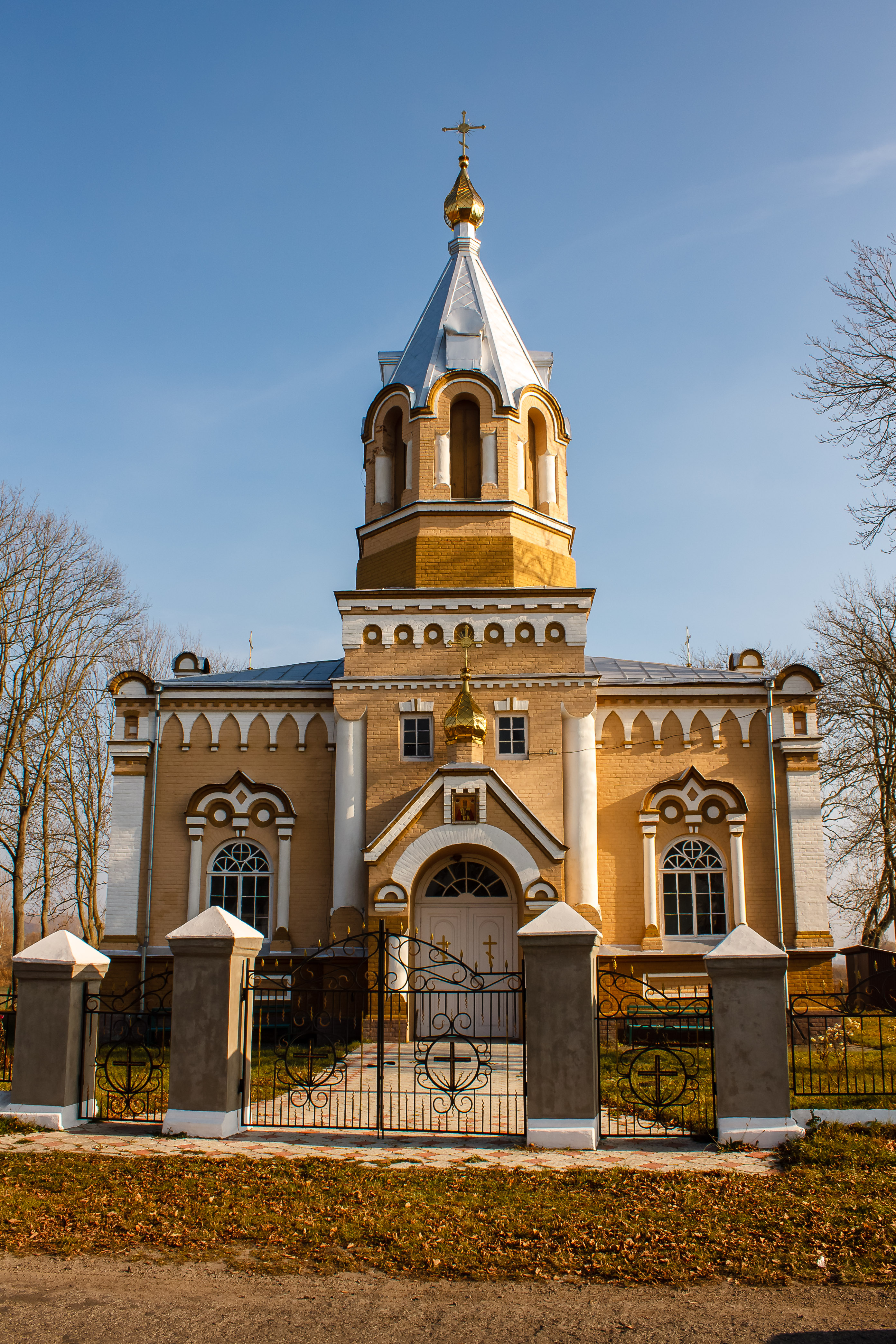
Миколаївська церква у с. Тростянець

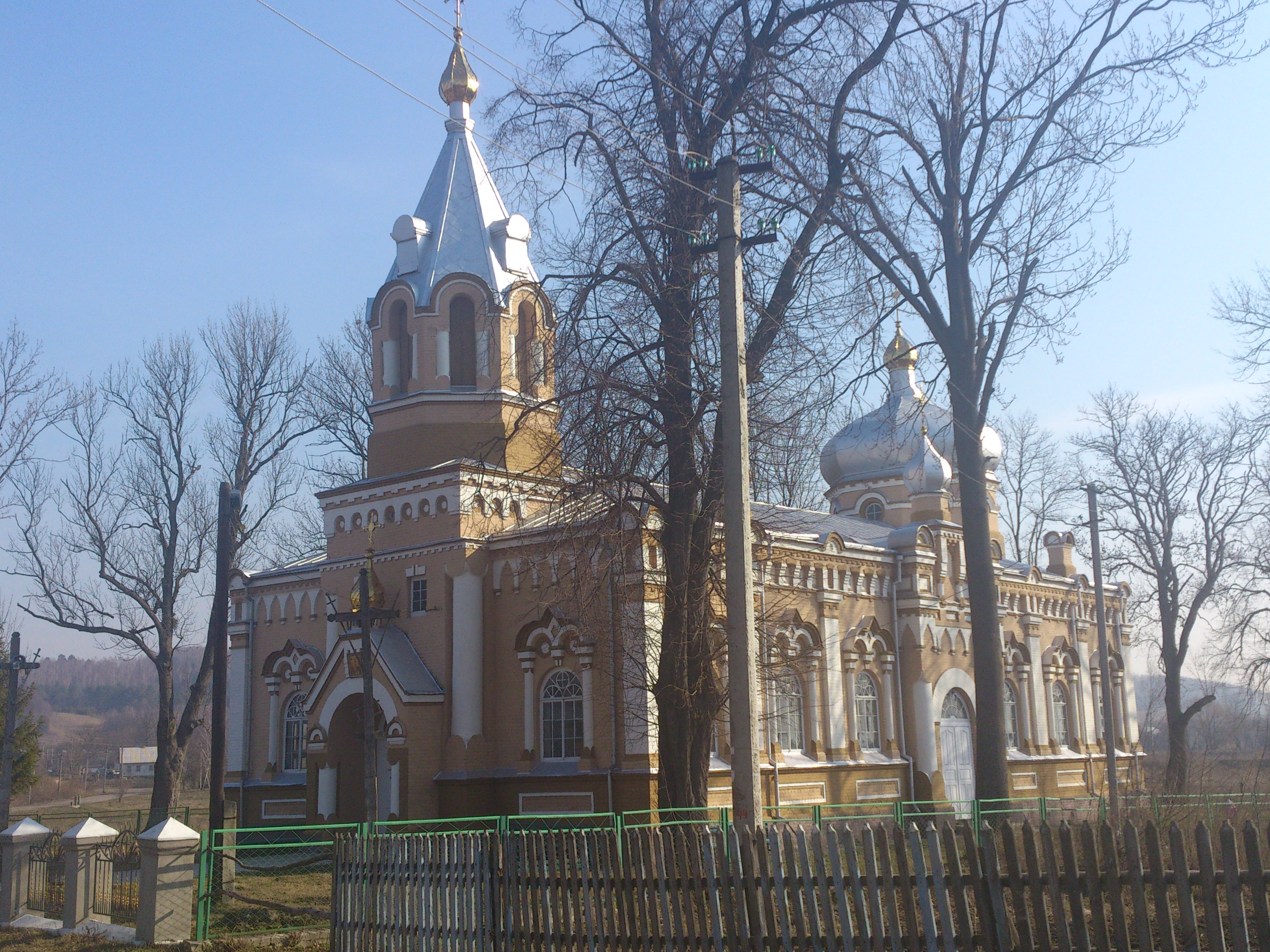
Миколаївська церква, с. Тростянець, Дубенський район

## Галерея

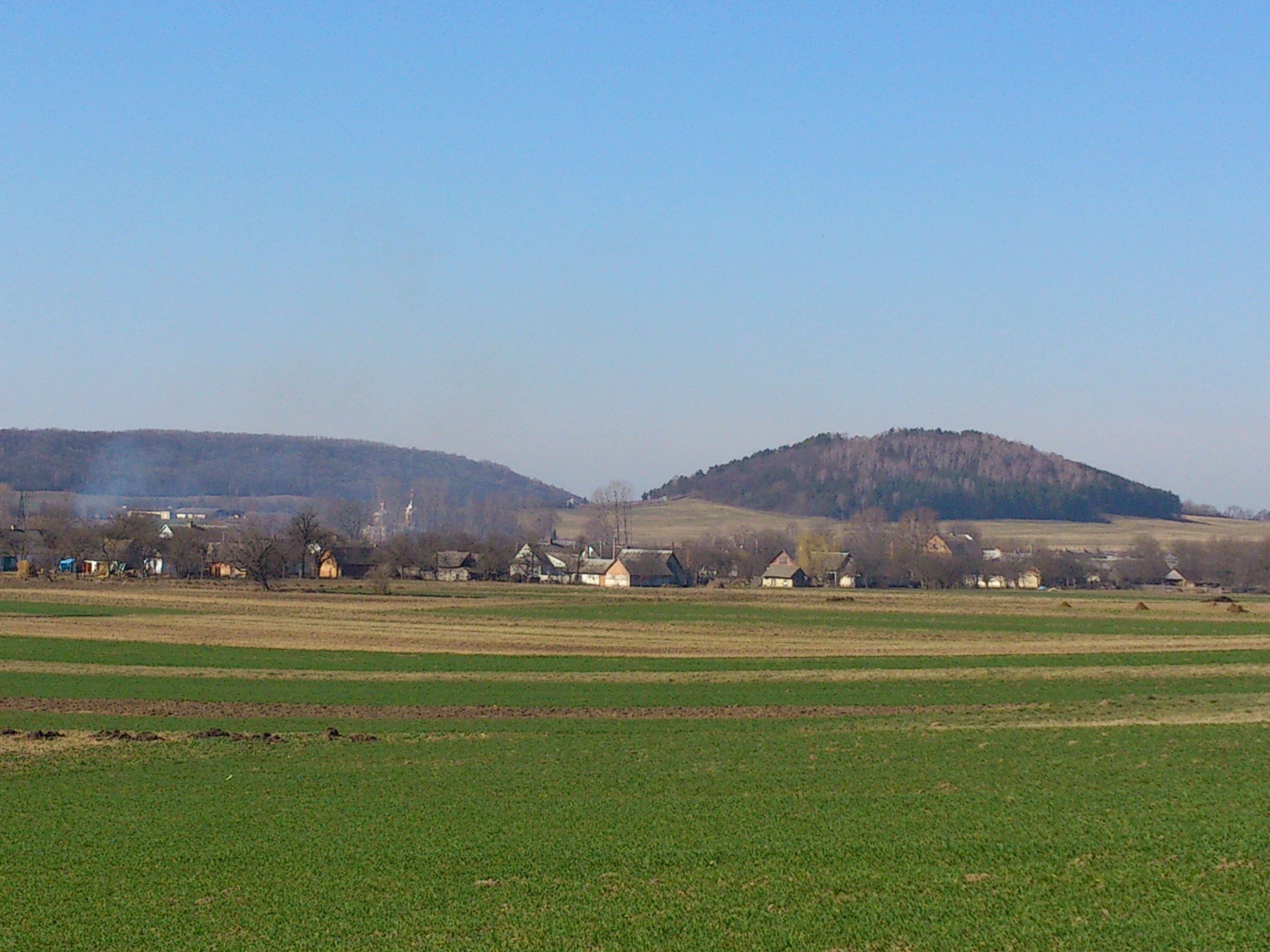
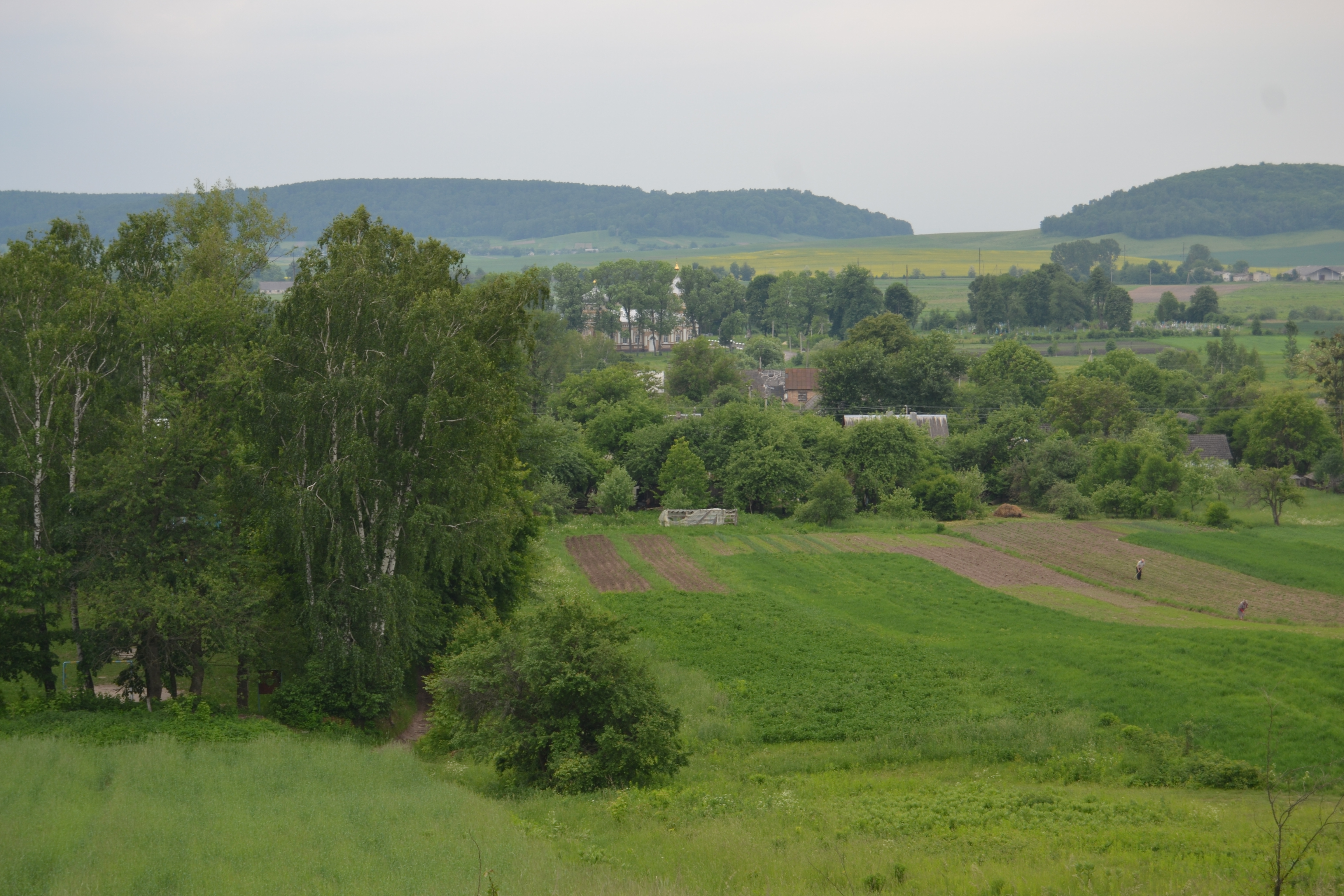
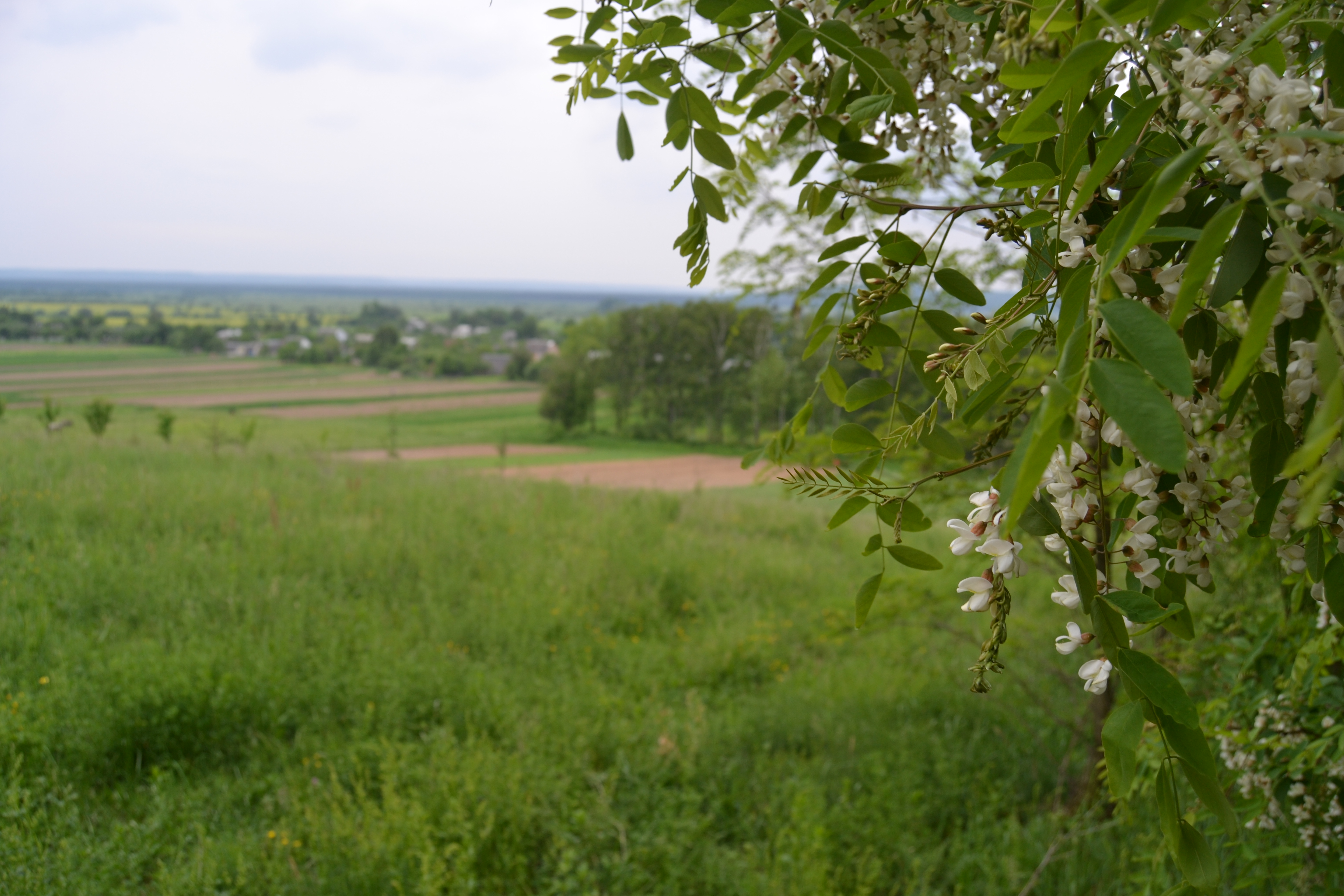
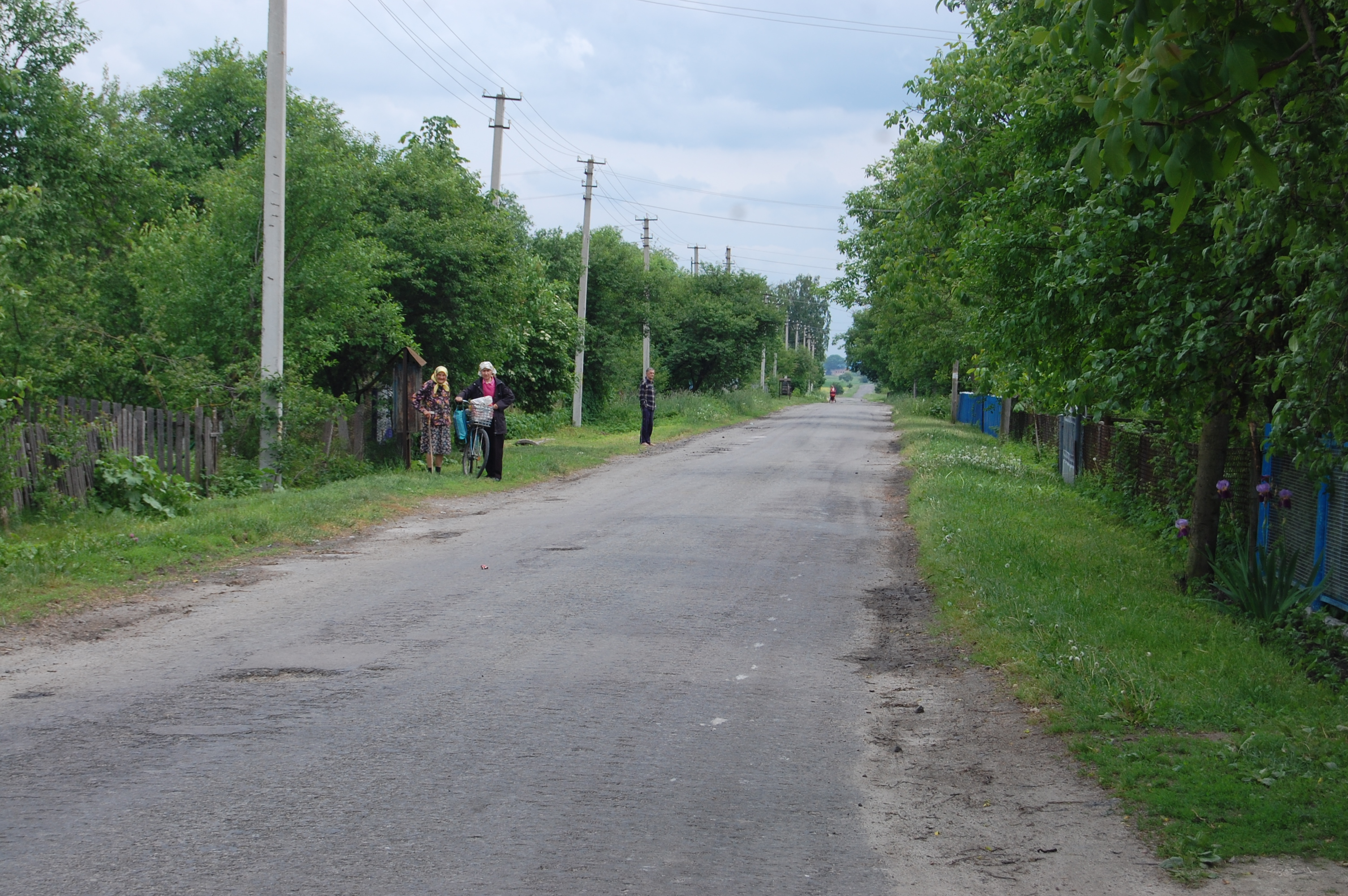
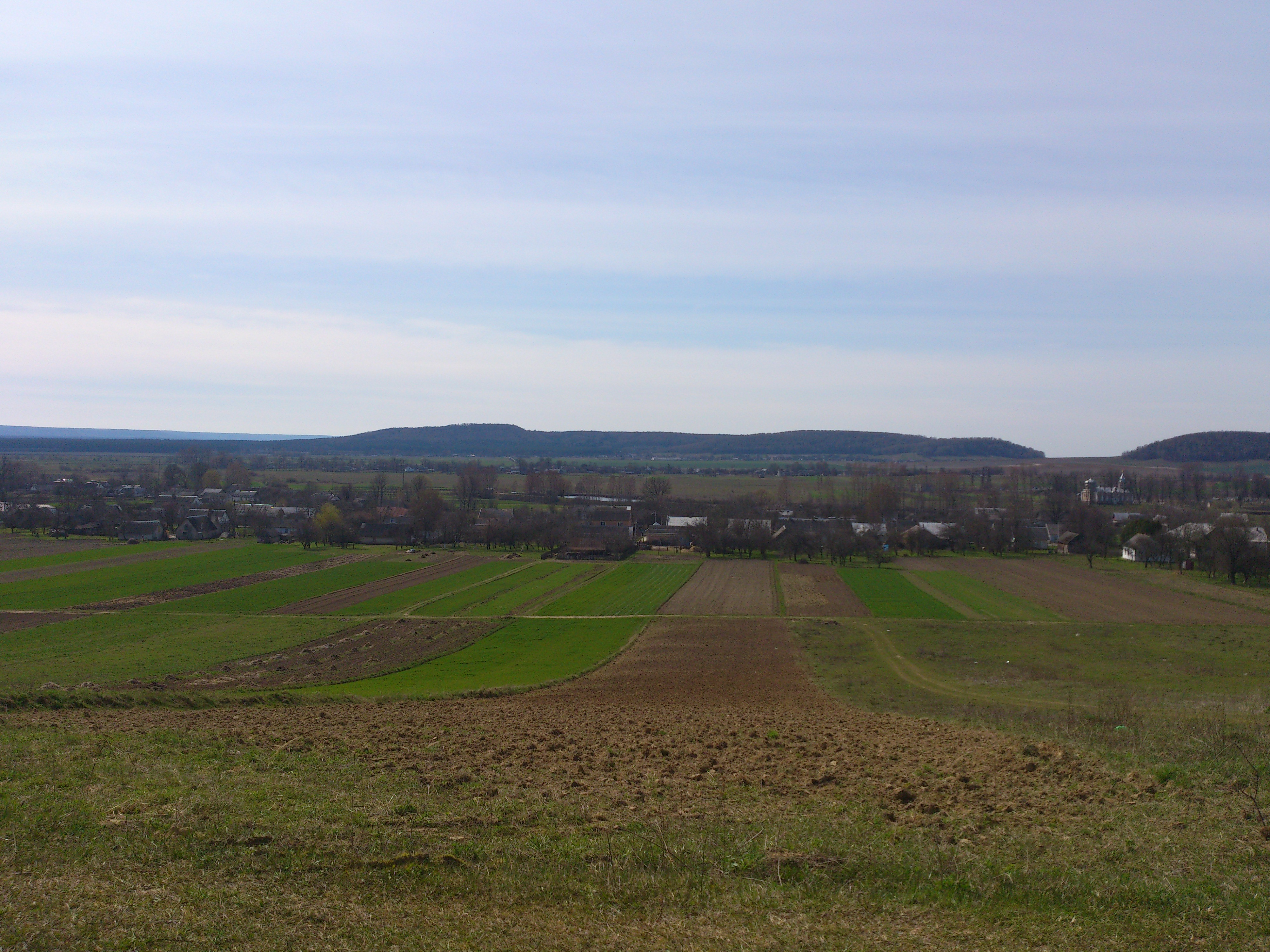
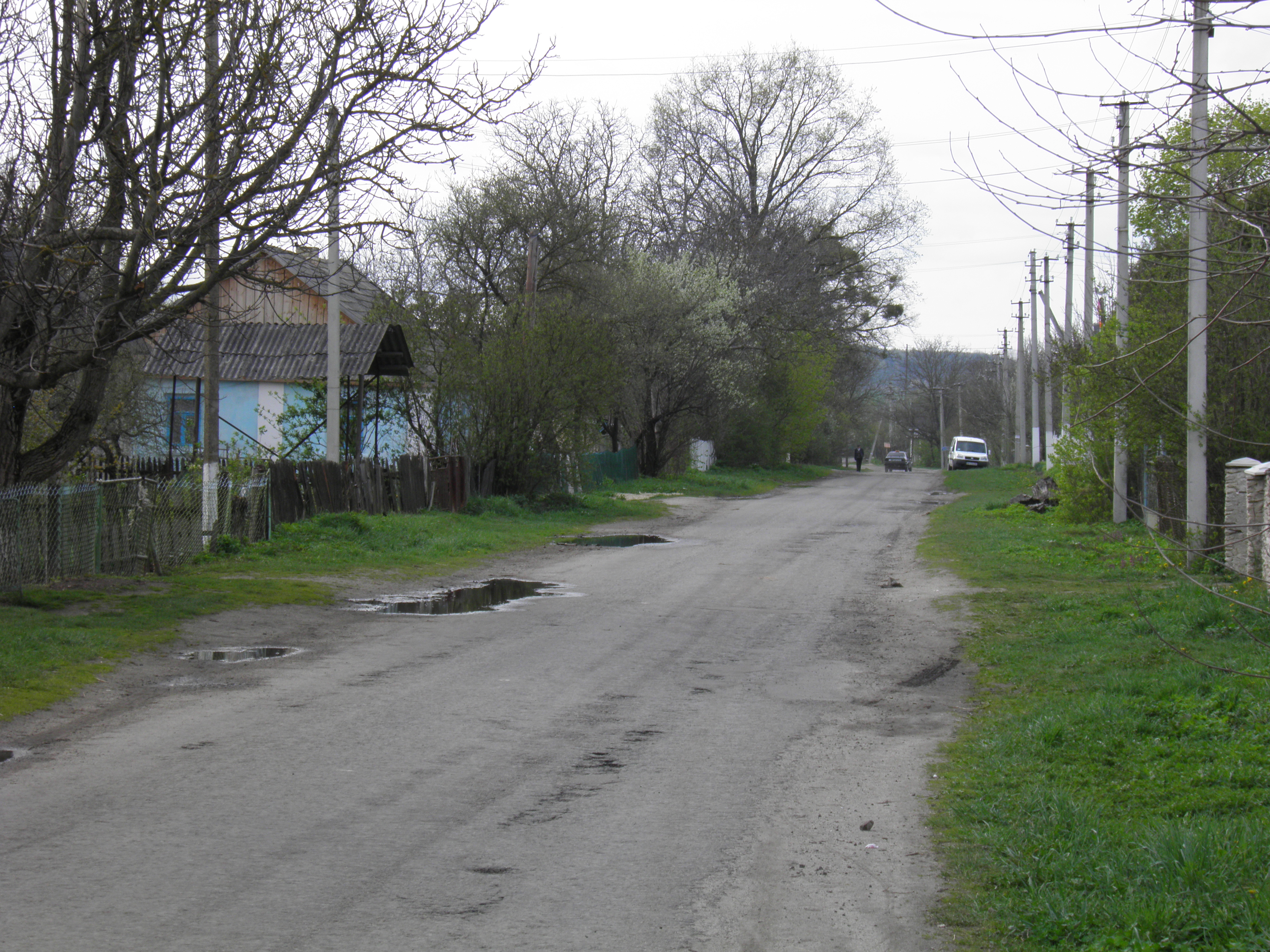
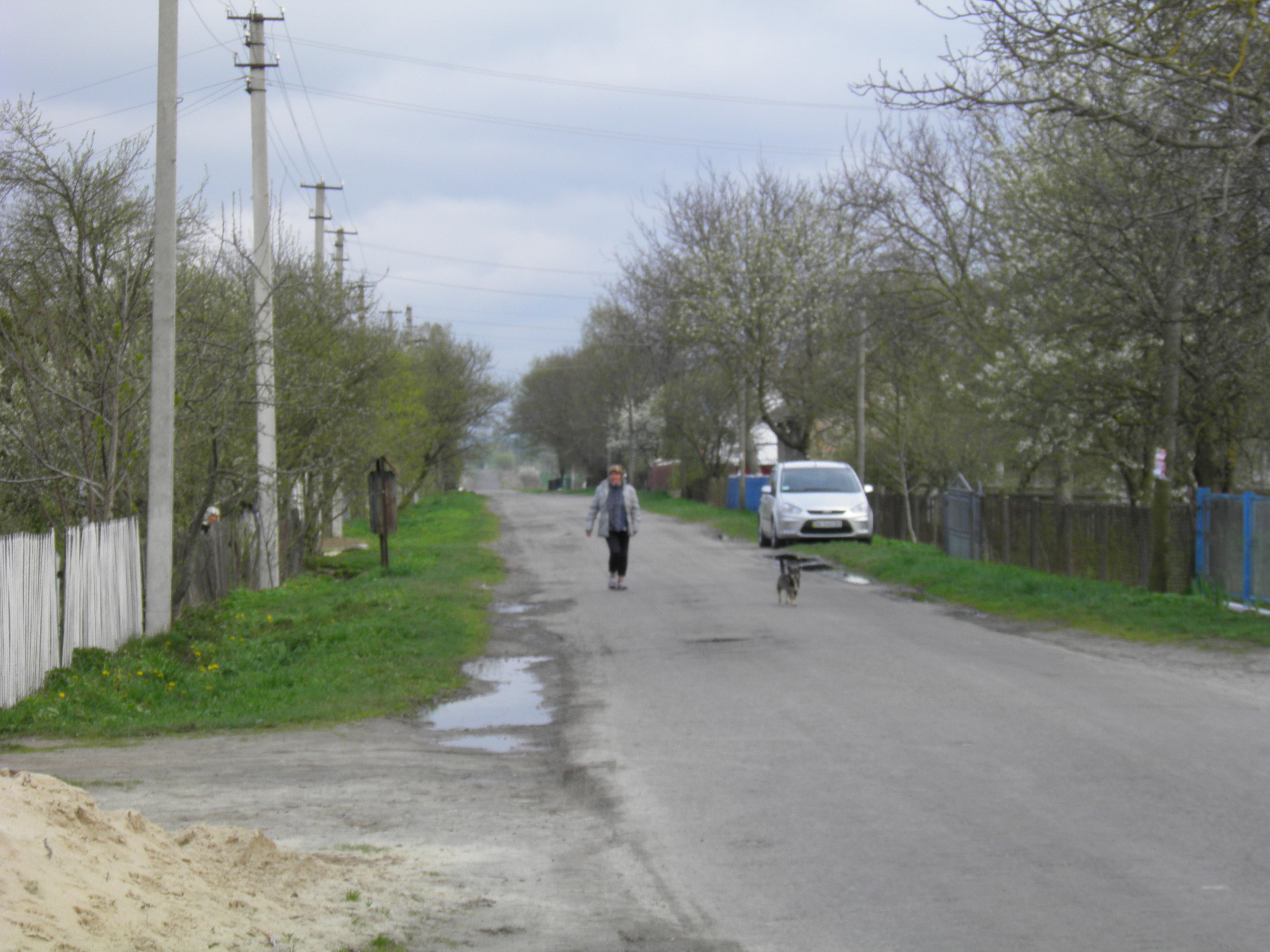
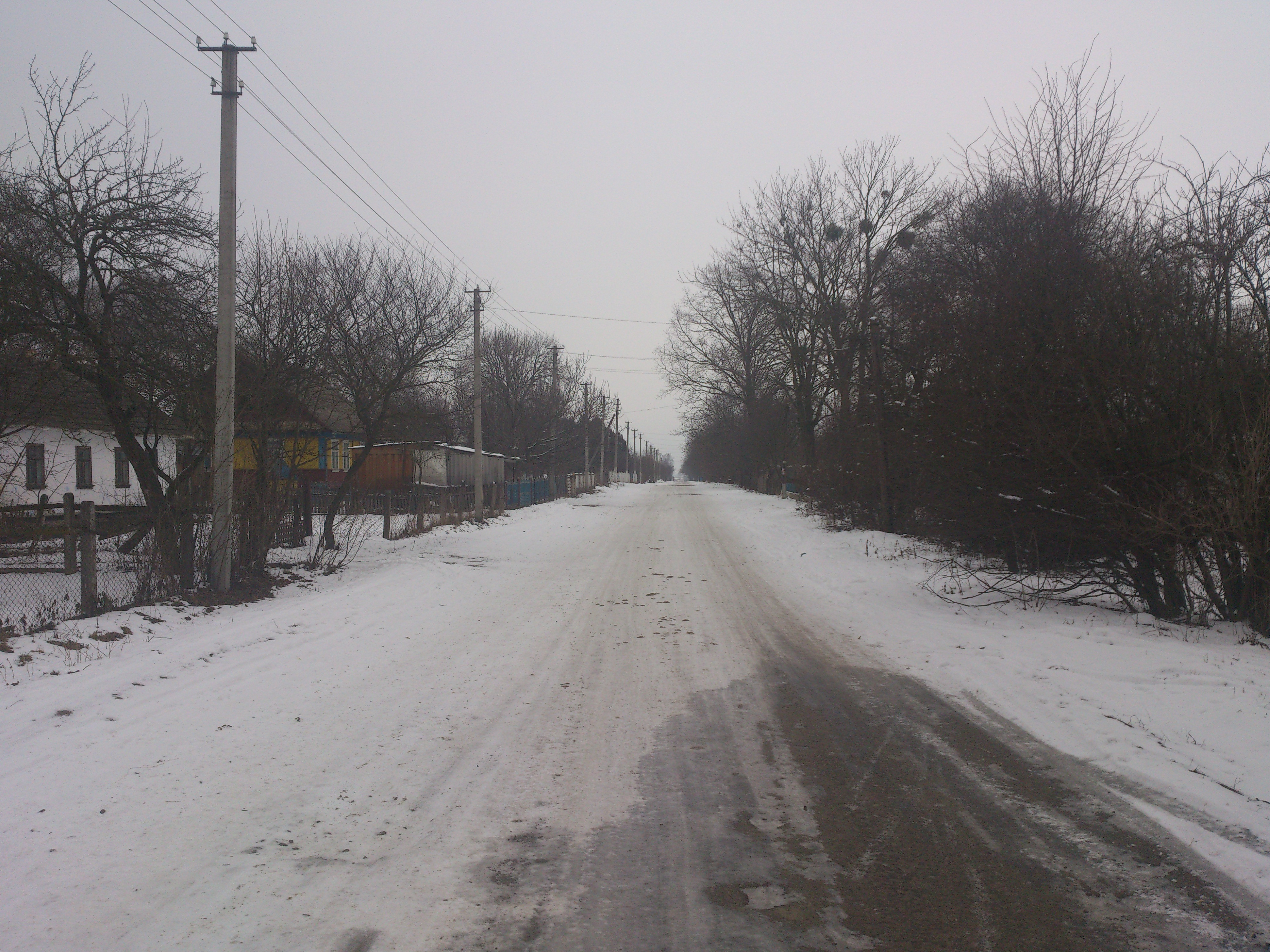
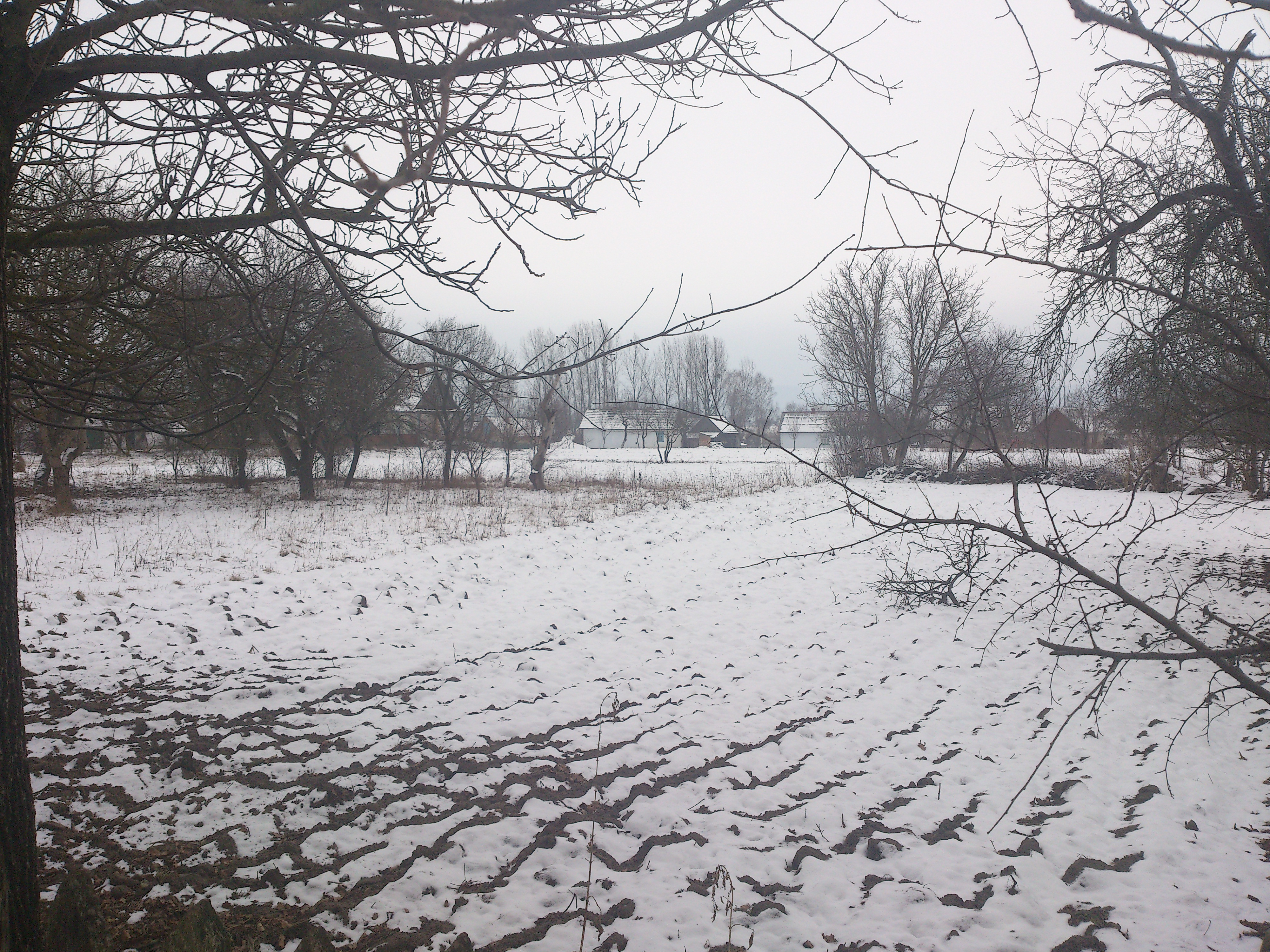
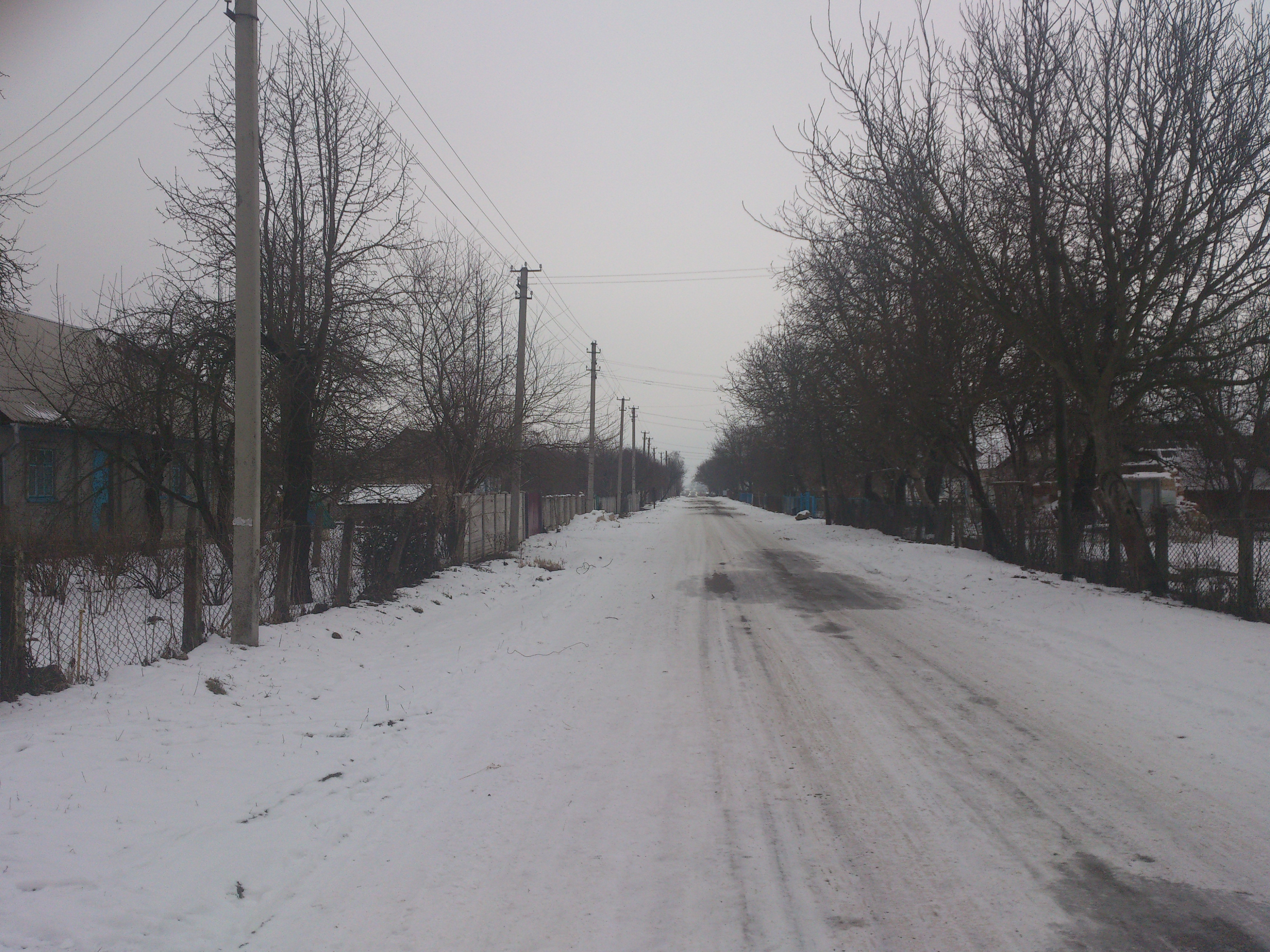
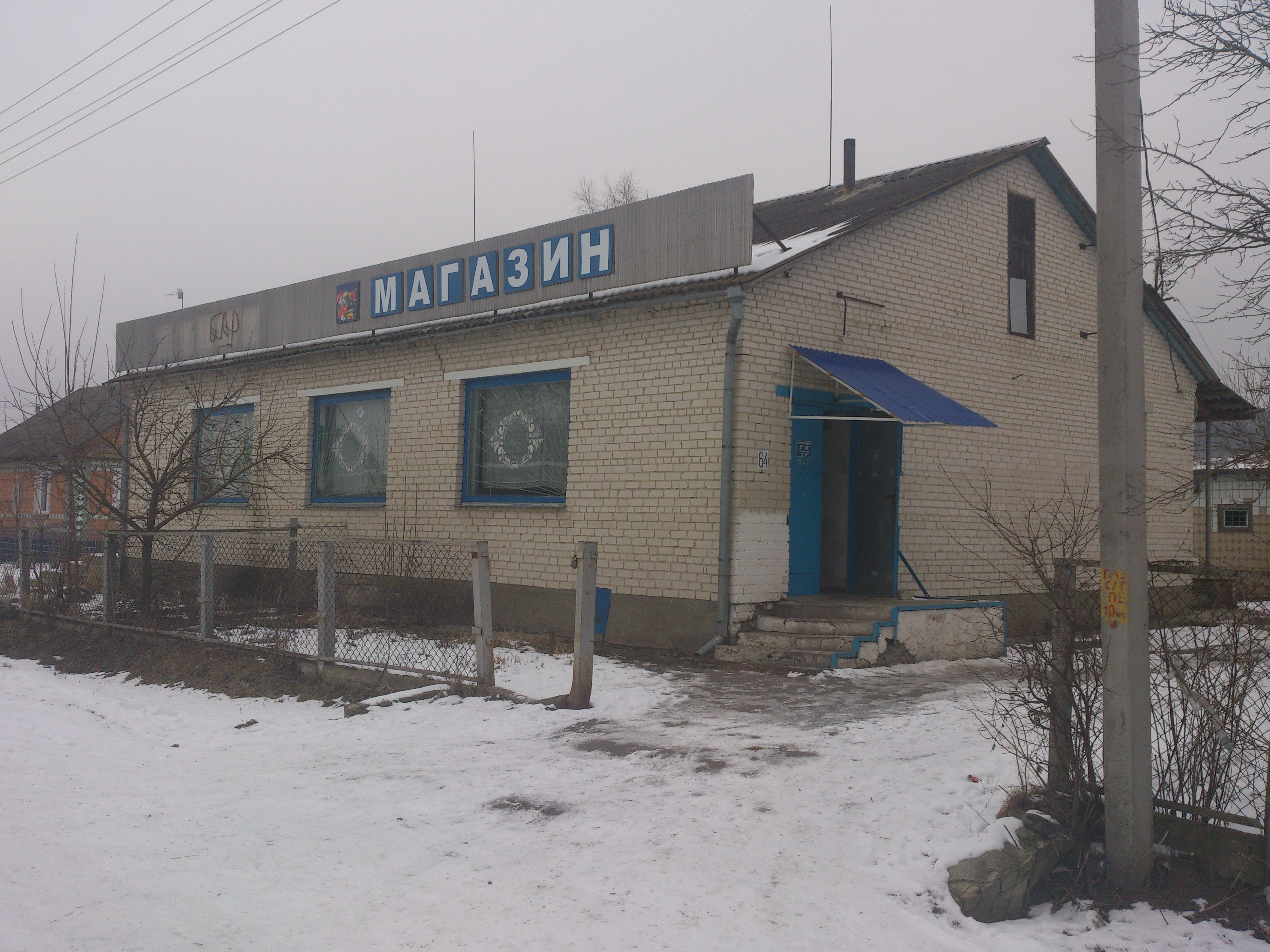
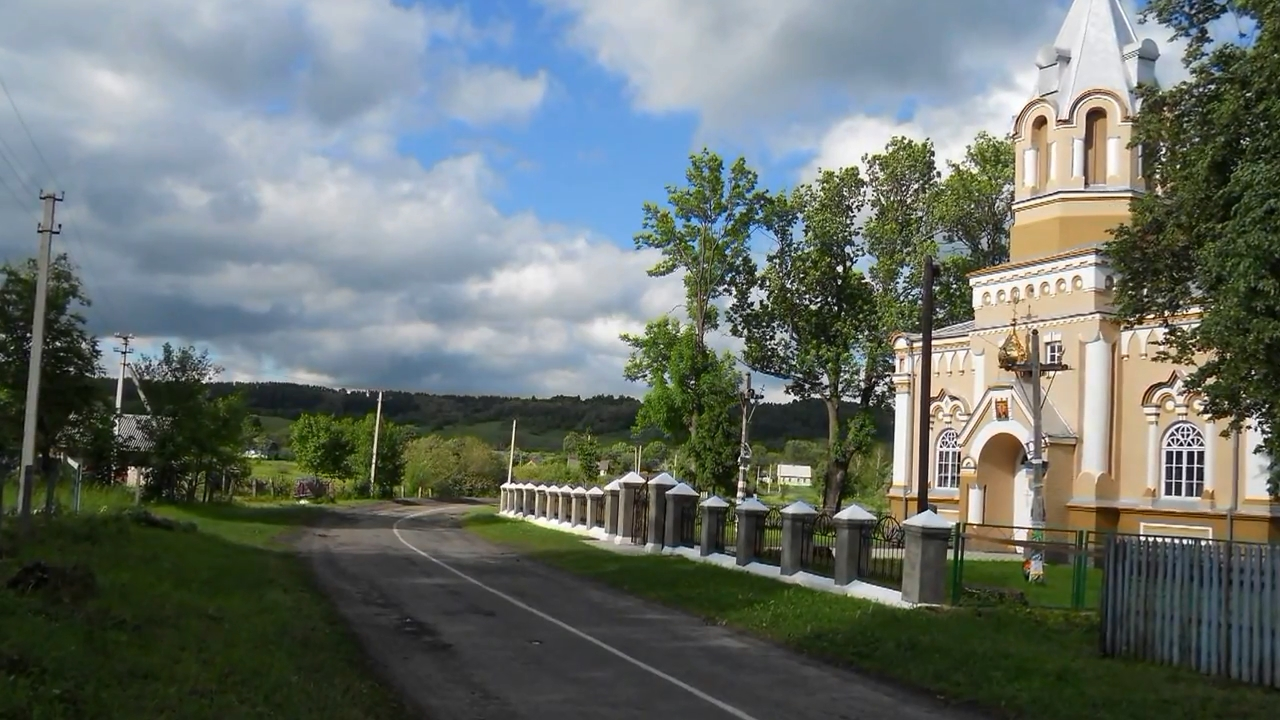
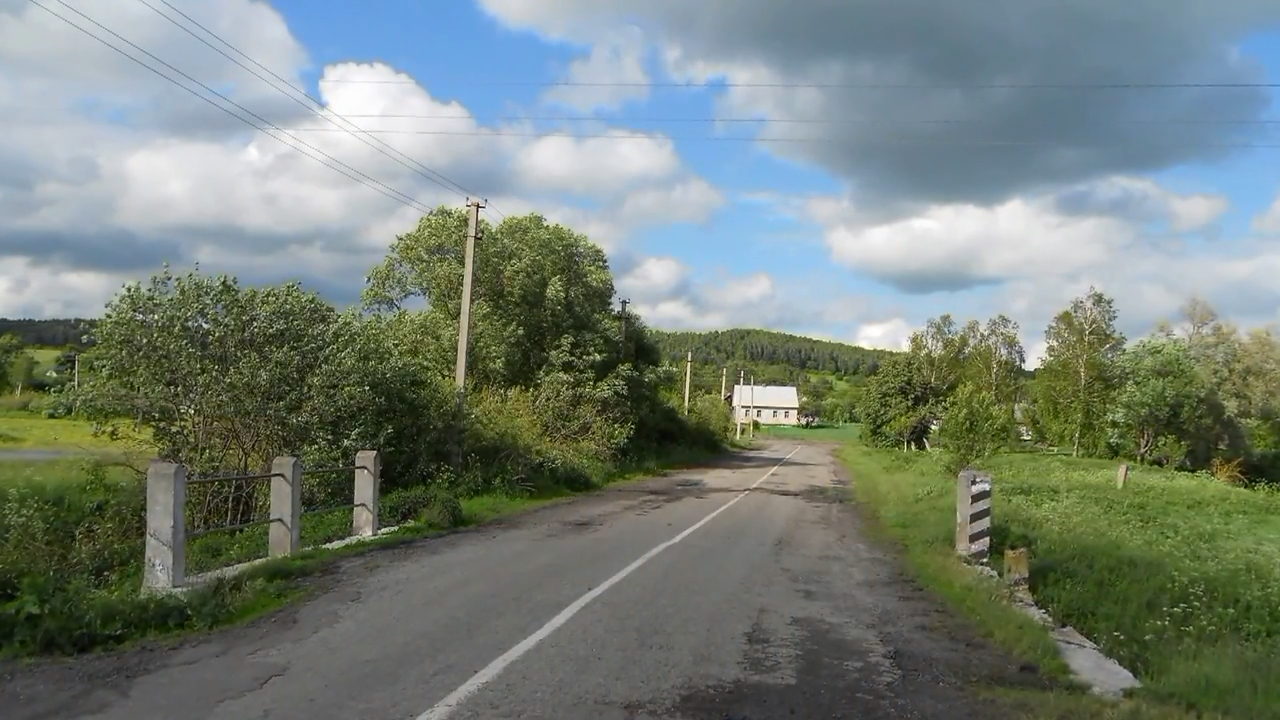
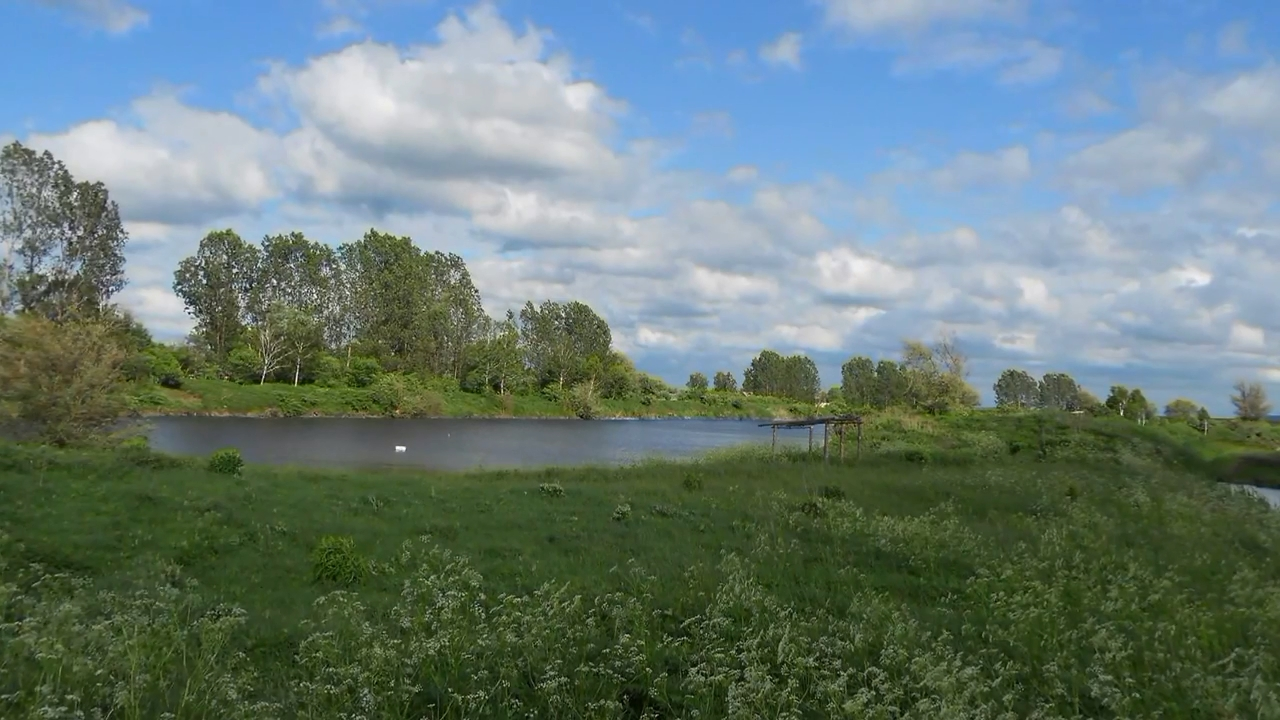